# 松尾大樹
松尾 大樹（まつお ひろき、1976年10月21日 - ）は、日本の元ラグビー選手。

## プロフィール
- 福岡県出身[1]。
- 現役時代のポジションはフッカー(HO)。
- 日本代表通算キャップ数は5。

## 略歴
東福岡高校、大東文化大学を経て、1999年、東芝府中に加入。
2007年、現役を引退した。

## 受賞歴
- 2003-2004シーズン:ベストフィフティーン